# فيكتور هانيسكو
فيكتور هانيسكو (بالرومانية: Victor Hănescu)‏ لاعب كرة مضرب روماني.

## وصلات خارجية
- فيكتور هانيسكو على موقع رابطة محترفي التنس (الإنجليزية)
- فيكتور هانيسكو على موقع الاتحاد الدولي لكرة المضرب (الإنجليزية)
- فيكتور هانيسكو على موقع كأس ديفيز (الإنجليزية)
- فيكتور هانيسكو على موقع خلاصة التنس.كوم (الإنجليزية)
- فيكتور هانيسكو على موقع أوليمبيديا (الإنجليزية)

- معلومات عن اللاعب